# Alice Prin

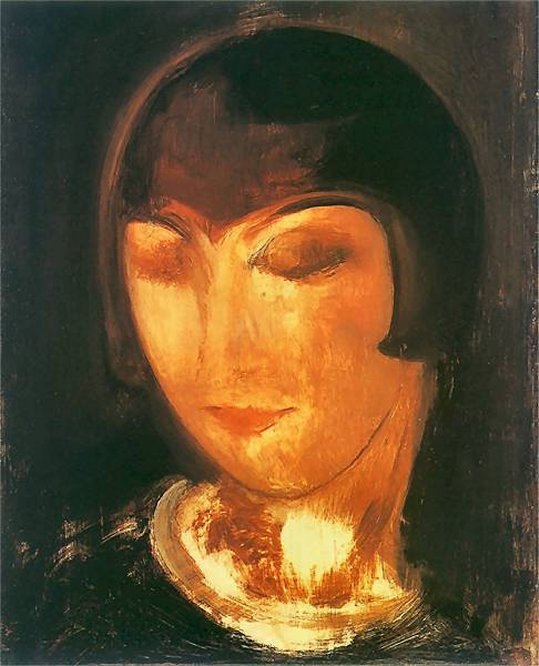
Alice Prin (Kiki), c. 1920, pintat per Gustaw Gwozdecki (1880–1935)

Alice Ernestine Prin (Châtillon-sur-Seine, 2 d'octubre de 1901 – París, 29 d'abril de 1953), anomenada la Reina de Montparnasse, i sovint coneguda com a Kiki de Montparnasse, fou una pintora, escriptora de memòries, empresària, model artística, musa literària, cantant de cabaret i actriu. Fou una persona molt activa en la cultura alliberada del París dels anys 20, cultura que ajudà a definir amb el seu treball.

## Primers anys
Alice Prin va néixer a Châtillon-sur-Seine, Côte d'O. Era filla de Marie Prin, linotipista d'un diari local, i el seu amant Maxime Legros, un comerciant de carbó i fusta. Alice fou criada en la més absoluta pobresa per la seva àvia que també es va haver de fer càrrec de cinc criatures més de les seves altres dos filles. A l'edat de dotze anys, va ser enviada per viure amb la seva mare a París, per tal de trobar feina. Primer treballà en botigues i forns de pa, però per l'edat de catorze anys, posà nua per a diferents escultors, fet que generà fortes discussions amb la seva mare.

Kiki de Montparnasse, 1928, bronze de Pablo Gargallo (1881–1934) – Museu Goya

## Els inicis de la fama
Adoptant el seudònim, "Kiki", esdevingué una figura de l'escena social de Montparnasse, així com una popular model artística, posant per a dotzenes d'artistes com Sanyu, Chaim Soutine, Julian Mandel, Tsuguharu Foujita, Constant Detré, Francis Picabia, Jean Cocteau, Arno Breker, Alexander Calder, Per Krohg, Hermine David, Pablo Gargallo, Mayo, i Tono Salazar. Moise Kisling Va pintar un retrat de Kiki, una de les seves obres més conegudes, titulat Nu assis.
El seu company durant la major part dels anys 1920 fou Man Ray, qui li va fer centenars de retrats. Se la pot considerar la seva musa d'aquell moment, ja que la representa en algunes de les seves imatges més conegudes, incloent la famosa imatge surrealista Le violon d'Ingres i Noire et blanche.
Va aparèixer a nou pel·lícules curtes i, sovint, experimentals, com Ballet mécanique, de Fernand Léger sense que se la inclogués en els crèdits.

## Treball artístic
Pintora per dret propi, el 1927 va vendre totes les obres de la seva exposició a la Galerie au Sacre du Printemps, a París. Signava les obres amb el pseudònim Kiki acompanyat de l'any. Els seus dibuixos i pintures comprenen retrats, autoretrats, activitats socials, animals fantàstics i paisatges onírics en un estil impressionista de llum lleugerament desigual, que reflexa el seu optimisme il·limitat.
La seva autobiografia va ser publicada l'any 1929 sota el títol Kiki Memoirs, amb introducció d'Ernest Hemingway i Tsuguharu Foujita. El llibre fou traduït a l'anglès el 1930 per Samuel Putnam i publicat a Manhattan per Black Manikin Press, però el govern dels Estats Units el prohibí immediatament. Tanmateix, el llibre es va anar reeditant sota el títol The Education of a Young Model (en català, L'educació d'una model jove) en les dècades de 1650 i els 1960. Aquestes versions foren iniciativa de Samuel Roth, que aprofità que la prohibició del llibre implicava que no se li aplicaven drets d'autor als Estats Units, per a alterar-ne el text i ficar il·lustracions i fotografies que no eren de Prin. Les edicions publicades abans i durant 1955 inclouen 10 capítols extra suposadament escrits per Prin 23 anys abans del llibre original, incloent una visita a Nova York on coneix Samuel Roth i Ernest Hemingway; si bé res daixò era cert. L'autobiografia original finalment es va tornar a traduir i publicar l'any 1996.
Les seves actuacions de cabaret amb mànegues i lligues negres incloïen multitud de cançons alegres i complaents, que tot i ser desinhibides no resultaven ofensives. Durant varis anys de la dècada de 1930, fou la propietària del cabaret de Montparnasse L'Oasis, que més tard canvià el nom a "Chez Kiki."
Símbol del París bohemi i creatiu, així com de la possibilitat de triomfar com a dona artista, a l'edat de vint-i-vuit va ser declarada Reina de Montparnasse. Fins i tot durant els moments més difícils, va mantenir la seva actitud positiva, dient que "tot el que necessito és una ceba, una mica de pa, i una ampolla de vi negre; i sempre trobaré algú que me n'ofereixi."
Va deixar Paris per evitar l'ocupació de l'exèrcit alemany durant la Segona Guerra Mundial, que tingué lloc el juny de 1940. Després de la guerra, no tornà immediatament a la ciutat.

## Mort i llegat
Prin morí l'any 1953, per un atac sobrevingut mentre es trobava fora del seu pis de Montparnasse, a l'edat de cinquanta-un anys, aparentment a causa de complicacions derivades de l'alcoholisme o de la drogodependència. Una multitud d'artistes i admiradors va assistir al seu funeral de París i va seguir la processó al seu enterrament en el Cimetière parisien de Thiais. La seva tomba la identifica com "Kiki, 1901–1953, cantant, actriu, pintora, Reina de Montparnasse." Tsuguharu Foujita va afirmar que, amb Kiki, els dies magnífics de Montparnasse varen ser enterrats per sempre.
Molt de temps després de la seva mort, Prin continua sent l'encarnació de l'optimisme, l'audàcia i la creativitat que van marcar aquell període de la vida a Montparnasse. La seva força és la d'una autèntica dona artista per mèrit propi. En 1989, els biògrafs Billy Klüver i Julie Martin la van definir com "una de les primeres dones veritablement independents del segle." En el seu honor, un tipus de lliri d'un dia ha estat anomenat Kiki de Montparnasse.

Kiki va aparèixer un obituari de tres pàgines de la revista Life el 29 juny 1953.
- Kiki de Montparnasse by Julian Mandel

## Filmografia
- 1923 : L'Inhumaine, de Marcel L'Herbier
- 1923 : Le Retour à la Raison, de Man Ray, pel·lícula curta
- 1923 : Ballet Mécanique, de Fernand Léger, pel·lícula curta
- 1923 : Entr'acte, de René Clair, pel·lícula curta
- 1923 : La Galerie des Monstres, de Jaque Catelain
- 1926 : Emak-Bakia, de Man Ray, pel·lícula curta
- 1928 : L'Étoile de mer, de Man Ray
- 1928 : París expressa o Souvenirs de Paris, de Pierre Prévert i Marcel Duhamel, pel·lícula curta
- 1930 : Le Capitaine jaune, d'Anders Wilhelm Sandberg
- 1933 : Cette vieille canaille, d'Anatole Litvak